# 1985 NBA Draft
1985 NBA Draft – National Basketball Association Draft, który odbył się 18 czerwca 1985 w Nowym Jorku.
Był to pierwszy draft, podczas którego obowiązywała tzw. „Loteria draftowa”.

## Legenda
Pogrubiona czcionka – wybór do All-NBA Team.
|  | - występ w NBA All-Star Game. |

Gwiazdka (*) - członkowie Basketball Hall of Fame.

## Runda pierwsza
| Nr | Zawodnik                | Narodowość        | Drużyna NBA            | College/Drużyna                |
| -- | ----------------------- | ----------------- | ---------------------- | ------------------------------ |
| 1  | Patrick Ewing* (C)      | Stany Zjednoczone | New York Knicks        | Georgetown University          |
| 2  | Wayman Tisdale (PF)     | Stany Zjednoczone | Indiana Pacers         | University of Oklahoma         |
| 3  | Benoit Benjamin (C)     | Stany Zjednoczone | Los Angeles Clippers   | Creighton University           |
| 4  | Xavier McDaniel (PF)    | Stany Zjednoczone | Seattle SuperSonics    | Wichita State University       |
| 5  | Jon Koncak (C)          | Stany Zjednoczone | Atlanta Hawks          | Southern Methodist University  |
| 6  | Joe Kleine (C)          | Stany Zjednoczone | Sacramento Kings       | University of Arkansas         |
| 7  | Chris Mullin* (SF)      | Stany Zjednoczone | Golden State Warriors  | St. John’s University          |
| 8  | Detlef Schrempf (PF/SF) | Niemcy            | Dallas Mavericks       | University of Washington       |
| 9  | Charles Oakley (PF)     | Stany Zjednoczone | Cleveland Cavaliers    | Virginia Union University      |
| 10 | Ed Pinckney (PF)        | Stany Zjednoczone | Phoenix Suns           | Villanova University           |
| 11 | Keith Lee (C)           | Stany Zjednoczone | Chicago Bulls          | University of Memphis          |
| 12 | Kenny Green             | Stany Zjednoczone | Washington Bullets     | Wake Forest University         |
| 13 | Karl Malone* (PF)       | Stany Zjednoczone | Utah Jazz              | Louisiana Tech University      |
| 14 | Alfredrick Hughes (SG)  | Stany Zjednoczone | San Antonio Spurs      | Loyola University Chicago      |
| 15 | Blair Rasmussen (C)     | Stany Zjednoczone | Denver Nuggets         | University of Oregon           |
| 16 | Bill Wennington (C)     | Kanada            | Dallas Mavericks       | St. John’s University          |
| 17 | Uwe Blab (C)            | Niemcy            | Dallas Mavericks       | Indiana University Bloomington |
| 18 | Joe Dumars* (SG)        | Stany Zjednoczone | Detroit Pistons        | McNeese State University       |
| 19 | Steve Harris (SG)       | Stany Zjednoczone | Houston Rockets        | University of Tulsa            |
| 20 | Sam Vincent (SG)        | Stany Zjednoczone | Boston Celtics         | Michigan State University      |
| 21 | Terry Catledge (PF)     | Stany Zjednoczone | Philadelphia 76ers     | University of South Alabama    |
| 22 | Jerry Reynolds          | Stany Zjednoczone | Milwaukee Bucks        | Louisiana State University     |
| 23 | A.C. Green (PF)         | Stany Zjednoczone | Los Angeles Lakers     | Oregon State University        |
| 24 | Terry Porter (PG)       | Stany Zjednoczone | Portland Trail Blazers | University of Wisconsin        |

Gracze spoza pierwszej rundy tego draftu, którzy wyróżnili się w czasie gry w NBA to: Manute Bol, Sam Mitchell, Spud Webb, Mario Elie.
Z numerem 77. Atlanta Hawks wybrała znakomicie zapowiadającego się Litwina Arvydasa Sabonisa, ale wybór został później anulowany, ze względu na zbyt młody wiek zawodnika. Sabonis uczestniczył ponownie w drafcie rok później - wtedy wybrało go Portland Trail Blazers, ale i tak zawodnik zagrał na parkietach NBA dopiero dziesięć lat później.